# Verein für Bewegungsspiele Stuttgart 1893 II 2015-2016
Questa voce raccoglie le informazioni riguardanti il Verein für Bewegungsspiele Stuttgart 1893 II nelle competizioni ufficiali della stagione 2015-2016.

## Stagione
Nella stagione 2015-2016 il Stoccarda II, allenato da Jürgen Kramny e Walter Thomae, concluse il campionato di 3. Liga al 20º posto e fu retrocesso in Regionalliga.

## Rosa
| N. |                     | Ruolo | Calciatore         |
| -- | ------------------- | ----- | ------------------ |
| 2  | Austria (bandiera)  | D     | Stefan Perić       |
| 3  | Austria (bandiera)  | D     | Phillipp Mwene     |
| 4  | Germania (bandiera) | D     | Stephen Sama       |
| 5  | Germania (bandiera) | D     | Daniel Vier        |
| 6  | Austria (bandiera)  | D     | Francesco Lovrić   |
| 7  | Austria (bandiera)  | A     | Adrian Grbić       |
| 8  | Germania (bandiera) | C     | Mart Ristl         |
| 9  | Germania (bandiera) | A     | Marco Grüttner     |
| 10 | Germania (bandiera) | C     | Marvin Wanitzek    |
| 11 | Austria (bandiera)  | A     | Daniel Ripic       |
| 12 | Germania (bandiera) | P     | Niklas Bolten      |
| 13 | Turchia (bandiera)  | D     | Mete Çelik         |
| 14 | Germania (bandiera) | D     | Philip Heise       |
| 15 | Germania (bandiera) | D     | Benjamin Kirchhoff |
| 16 | Germania (bandiera) | C     | Simon Kranitz      |
| 17 | Germania (bandiera) | C     | Tobias Rathgeb     |
| 18 | Germania (bandiera) | C     | Max Besuschkow     |

| N. |                        | Ruolo | Calciatore          |
| -- | ---------------------- | ----- | ------------------- |
| 19 | Germania (bandiera)    | A     | Prince Osei Owusu   |
| 20 | Stati Uniti (bandiera) | A     | Jerome Kiesewetter  |
| 21 | Germania (bandiera)    | A     | Daniele Gabriele    |
| 23 | Canada (bandiera)      | C     | Caniggia Elva       |
| 24 | Germania (bandiera)    | D     | Marvin Jäger        |
| 25 | Germania (bandiera)    | C     | Matthias Zimmermann |
| 27 | Germania (bandiera)    | D     | Thomas Hagn         |
| 28 | Stati Uniti (bandiera) | C     | Joel Soñora         |
| 29 | Ucraina (bandiera)     | A     | Borys Tashchy       |
| 30 | Germania (bandiera)    | D     | Timo Baumgartl      |
| 32 | Germania (bandiera)    | P     | Benjamin Uphoff     |
| 33 | Germania (bandiera)    | P     | Marius Funk         |
| 34 | Croazia (bandiera)     | P     | Fabijan Buntić      |
| 36 | Germania (bandiera)    | A     | Cacau               |
| 37 | Germania (bandiera)    | C     | Alexander Groiß     |
| 38 | Germania (bandiera)    | A     | Benedict dos Santos |

## Organigramma societario
Area tecnica
- Allenatore: Walter Thomae
- Allenatore in seconda: Andreas Hinkel
- Preparatore dei portieri: Thomas Walter
- Preparatori atletici: Kevin Fischer

## Calciomercato

### Sessione estiva
| Acquisti | Acquisti            | Acquisti               | Acquisti |
| R.       | Nome                | da                     | Modalità |
| -------- | ------------------- | ---------------------- | -------- |
| C        | Max Besuschkow      | Stoccarda U19          |          |
| P        | Niklas Bolten       | Borussia M'gladbach II |          |
| D        | Mete Çelik          | Stoccarda U19          |          |
| C        | Caniggia Elva       | Strasburgo             |          |
| C        | Arianit Ferati      | Stoccarda U19          |          |
| P        | Marius Funk         | Stoccarda U19          |          |
| A        | Daniele Gabriele    | Friburgo II            |          |
| A        | Adrian Grbić        | Stoccarda U19          |          |
| D        | Thomas Hagn         | Unterhaching           |          |
| D        | Marvin Jäger        | Stoccarda U19          |          |
| C        | Simon Kranitz       | Unterhaching           |          |
| D        | Stefan Perić        | Liefering              |          |
| A        | Daniel Ripic        | Liefering              |          |
| C        | Mart Ristl          | Stoccarda U19          |          |
| D        | Denis Zagaria       | SGV Freiberg           |          |
| C        | Matthias Zimmermann | Borussia M'gladbach II |          |

| Cessioni | Cessioni            | Cessioni             | Cessioni |
| R.       | Nome                | a                    | Modalità |
| -------- | ------------------- | -------------------- | -------- |
| D        | Denis Zagaria       | SGV Freiberg         |          |
| D        | Timo Baumgartl      | Stoccarda            |          |
| A        | Erich Berko         | Kickers Stoccarda    |          |
| A        | Pascal Breier       | Sonnenhof G.         |          |
| D        | Miloš Degenek       | Monaco 1860          |          |
| A        | Fabian Eisele       | Hertha Berlino II    |          |
| D        | Karim Haggui        | Fortuna Düsseldorf   |          |
| D        | Steffen Lang        | Arminia Bielefeld    |          |
| D        | Tim Leibold         | Norimberga           |          |
| A        | Felix Lohkemper     | Hoffenheim II        |          |
| P        | Kenan Mujezinović   | Kickers Würzburg     |          |
| C        | Markus Obernosterer | Elversberg           |          |
| C        | Sercan Sararer      | Fortuna Düsseldorf   |          |
| C        | Gratas Sirgėdas     | Kickers Stoccarda    |          |
| C        | Burhan Soyudogru    | Kickers Stoccarda II |          |
| P        | Benjamin Uphoff     | Norimberga II        |          |
| C        | Marvin Weiss        | Friburgo II          |          |
| C        | Simon Wilske        | TSV Ilshofen         |          |
| C        | Robin Yalçın        | Çaykur Rizespor      |          |

### Sessione invernale
| Acquisti | Acquisti    | Acquisti         | Acquisti |
| R.       | Nome        | da               | Modalità |
| -------- | ----------- | ---------------- | -------- |
| A        | Cacau       | Sconosciuta      |          |
| C        | Joel Soñora | Boca Juniors U20 |          |

| Cessioni | Cessioni | Cessioni | Cessioni |
| R.       | Nome     | a        | Modalità |
| -------- | -------- | -------- | -------- |

## Risultati

### 3. Liga

#### Girone di andata
| Arbitro: | Schröder |

|                                         |           |                |
| Aosman 23’ Väyrynen 33’ Eilers 56’, 64’ | Marcatori | 60’ Zimmermann |

| Arbitro: | Kempkes |

|                    |           |                             |
| Tashchy 18’ (rig.) | Marcatori | 12’, 54’ Piossek 44’ Krohne |

| Arbitro: | Waschitzki-Günther |

|                  |           |                                   |
| Rizzi 27’ (rig.) | Marcatori | 61’, 88’ Ripic 82’ (rig.) Tashchy |

| Arbitro: | Siewer |

|            |           |                             |
| Ferati 26’ | Marcatori | 61’ Könnecke 87’ Breitkreuz |

| Arbitro: | Skorczyk |

|  |           |                        |
|  | Marcatori | 56’ Russ 79’ Benatelli |

| Arbitro: | Gräfe |

|                                |           |  |
| Szimayer 33’ Kammlott 40’, 62’ | Marcatori |  |

| Arbitro: | Zorn |

|                |           |             |
| Besuschkow 60’ | Marcatori | 42’ Klement |

| Arbitro: | Bläser |

|                                   |           |  |
| Diring 30’ Furuholm 61’ Osawe 78’ | Marcatori |  |

| Arbitro: | Jöllenbeck |

|              |           |            |
| Grüttner 32’ | Marcatori | 18’ Kazior |

| Arbitro: | Schlager |

|                      |           |            |
| Fink 19’ Nandzik 34’ | Marcatori | 1’ Tashchy |

| Arbitro: | Kornblum |

|                                         |           |  |
| Besuschkow 39’ Tashchy 49’ Gabriele 75’ | Marcatori |  |

| Arbitro: | Günsch |

|               |           |                |
| Hohnstedt 40’ | Marcatori | 59’ Besuschkow |

| Arbitro: | Cortus |

|                           |           |              |
| Grüttner 67’ Gabriele 80’ | Marcatori | 47’ Jordanov |

| Arbitro: | Aarnink |

|              |           |  |
| Kartalīs 74’ | Marcatori |  |

| Arbitro: | Hussein |

|                                             |           |             |
| Tashchy 62’ (rig.) Sama 68’ Kiesewetter 90’ | Marcatori | 59’ Andrist |

| Arbitro: | Bokop |

|                           |           |                                 |
| Möhrle 34’ Breitkreuz 38’ | Marcatori | 76’ Wanitzek 90’ (rig.) Tashchy |

| Arbitro: | Pfeifer |

|              |           |                                           |
| Wanitzek 76’ | Marcatori | 11’ Schnellhardt 47’ Lewerenz 74’ Schmidt |

| Arbitro: | Schlager |

|                 |           |                       |
| Razeek 28’, 38’ | Marcatori | 85’ Vier 90’ Gabriele |

| Arbitro: | Zorn |

|              |           |                                   |
| Wanitzek 21’ | Marcatori | 56’ (rig.) Book 73’ Schnellbacher |

#### Girone di ritorno
| Arbitro: | Kempkes |

|              |           |            |
| Grüttner 83’ | Marcatori | 90’ Modica |

| Arbitro: | Sather |

|              |           |                        |
| Pischorn 88’ | Marcatori | 9’ Gabriele 22’ Ferati |

| Arbitro: | Stegemann |

|  |           |                                   |
|  | Marcatori | 16’ (rig.) Rizzi 32’, 62’ Röttger |

| Arbitro: | Dietz |

|                   |           |  |
| Kvesić 54’ (rig.) | Marcatori |  |

| Würzburg 6 febbraio 2016, ore 14:00 CET 24ª giornata | Kickers Würzburg | 0 – 0 referto | Stoccarda II | flyeralarm Arena (3 751 spett.)\| Arbitro: \| Bokop \| |
| Arbitro:                                             | Bokop            |               |              |                                                        |

| Arbitro: | Günsch |

|            |           |                       |
| Ferati 90’ | Marcatori | 49’ Kammlott 69’ Menz |

| Arbitro: | Kornblum |

|                                    |           |             |
| Höler 20’ Derstroff 61’ Saller 90’ | Marcatori | 4’ Grüttner |

| Arbitro: | Schütz |

|          |           |                |
| Elva 63’ | Marcatori | 35’ Lindenhahn |

| Arbitro: | Schwermer |

|  |           |              |
|  | Marcatori | 77’ Grüttner |

| Arbitro: | Badstübner |

|           |           |                 |
| Cacau 72’ | Marcatori | 88’ (rig.) Fink |

| Arbitro: | Sather |

|            |           |                                    |
| Königs 76’ | Marcatori | 24’, 59’ Cacau 55’ (rig.) Gabriele |

| Arbitro: | Mix |

|  |           |            |
|  | Marcatori | 62’ Savran |

| Arbitro: | Aarnink |

|                                                            |           |                |
| Kirchhoff 2’ (aut.) Berko 32’ Leutenecker 44’ Abruscia 67’ | Marcatori | 86’ Besuschkow |

| Arbitro: | Günsch |

|          |           |             |
| Hagn 84’ | Marcatori | 17’ Drexler |

| Arbitro: | Steinhaus-Webb |

|                  |           |  |
| Andrist 28’, 52’ | Marcatori |  |

| Arbitro: | Skorczyk |

|  |           |                 |
|  | Marcatori | 32’ Sukuta-Pasu |

| Arbitro: | Hussein |

|              |           |  |
| Lewerenz 89’ | Marcatori |  |

| Arbitro: | Bokop |

|  |           |             |
|  | Marcatori | 46’ Sowislo |

| Arbitro: | Schröder |

|                                         |           |                     |
| Oehrl 14’ Schnellbacher 83’ Mintzel 90’ | Marcatori | 78’ (rig.) Gabriele |

## Statistiche

### Statistiche di squadra
| Competizione | Punti | In casa | In casa | In casa | In casa | In casa | In casa | In trasferta | In trasferta | In trasferta | In trasferta | In trasferta | In trasferta | Totale | Totale | Totale | Totale | Totale | Totale | DR  |
| Competizione | Punti | G       | V       | N       | P       | Gf      | Gs      | G            | V            | N            | P            | Gf           | Gs           | G      | V      | N      | P      | Gf     | Gs     | DR  |
| ------------ | ----- | ------- | ------- | ------- | ------- | ------- | ------- | ------------ | ------------ | ------------ | ------------ | ------------ | ------------ | ------ | ------ | ------ | ------ | ------ | ------ | --- |
| 3. Liga      | 31    | 19      | 3       | 6       | 10      | 19      | 28      | 19           | 4            | 4            | 11           | 19           | 35           | 38     | 7      | 10     | 21     | 38     | 63     | -25 |
| Totale       | 31    | 19      | 3       | 6       | 10      | 19      | 28      | 19           | 4            | 4            | 11           | 19           | 35           | 38     | 7      | 10     | 21     | 38     | 63     | -25 |

### Andamento in campionato
| Giornata  | 1  | 2  | 3  | 4  | 5  | 6  | 7  | 8  | 9  | 10 | 11 | 12 | 13 | 14 | 15 | 16 | 17 | 18 | 19 | 20 | 21 | 22 | 23 | 24 | 25 | 26 | 27 | 28 | 29 | 30 | 31 | 32 | 33 | 34 | 35 | 36 | 37 | 38 |
| --------- | -- | -- | -- | -- | -- | -- | -- | -- | -- | -- | -- | -- | -- | -- | -- | -- | -- | -- | -- | -- | -- | -- | -- | -- | -- | -- | -- | -- | -- | -- | -- | -- | -- | -- | -- | -- | -- | -- |
| Luogo     | T  | C  | T  | C  | C  | T  | C  | T  | C  | T  | C  | T  | C  | T  | C  | T  | C  | T  | C  | C  | T  | C  | T  | T  | C  | T  | C  | T  | C  | T  | C  | T  | C  | T  | C  | T  | C  | T  |
| Risultato | P  | P  | V  | P  | P  | P  | N  | P  | N  | P  | V  | N  | V  | P  | V  | N  | P  | N  | P  | N  | V  | P  | P  | N  | P  | P  | N  | V  | N  | V  | P  | P  | N  | P  | P  | P  | P  | P  |
| Posizione | 19 | 20 | 15 | 18 | 20 | 20 | 19 | 19 | 19 | 20 | 19 | 18 | 18 | 19 | 17 | 17 | 18 | 19 | 19 | 19 | 18 | 19 | 19 | 19 | 20 | 20 | 20 | 20 | 20 | 20 | 20 | 20 | 20 | 20 | 20 | 20 | 20 | 20 |

Legenda:

Luogo: C = Casa; T = Trasferta. Risultato: V = Vittoria; N = Pareggio; P = Sconfitta.

### Statistiche dei giocatori
| T. Baumgartl   | 1  | 0 | 0  | 0 |
| M. Besuschkow  | 33 | 4 | 3  | 1 |
| N. Bolten      | 5  | 0 | 0  | 0 |
| F. Buntić      | 0  | 0 | 0  | 0 |
| C. Cacau       | 9  | 3 | 0  | 0 |
| C. Elva        | 21 | 1 | 3  | 0 |
| A. Ferati      | 17 | 3 | 3  | 0 |
| M. Funk        | 7  | 0 | 1  | 0 |
| D. Gabriele    | 31 | 6 | 7  | 0 |
| A. Grbić       | 15 | 0 | 0  | 0 |
| A. Groiß       | 2  | 0 | 0  | 0 |
| M. Grüttner    | 33 | 5 | 10 | 0 |
| T. Hagn        | 17 | 1 | 4  | 0 |
| P. Heise       | 5  | 0 | 1  | 0 |
| M. Jäger       | 0  | 0 | 0  | 0 |
| J. Kiesewetter | 14 | 1 | 1  | 0 |
| B. Kirchhoff   | 17 | 0 | 5  | 0 |
| J. Kliment     | 1  | 0 | 0  | 0 |
| S. Kranitz     | 2  | 0 | 0  | 0 |
| M. Langerak    | 1  | 0 | 0  | 0 |
| F. Lovrić      | 11 | 0 | 1  | 0 |
| P. Mwene       | 32 | 0 | 7  | 0 |
| P. Owusu       | 14 | 0 | 3  | 0 |
| S. Perić       | 31 | 0 | 5  | 1 |
| T. Rathgeb     | 32 | 0 | 6  | 0 |
| D. Ripic       | 6  | 2 | 0  | 0 |
| M. Ristl       | 20 | 0 | 6  | 0 |
| S. Sama        | 21 | 1 | 7  | 0 |
| B. Santos      | 2  | 0 | 0  | 0 |
| J. Soñora      | 12 | 0 | 1  | 0 |
| B. Tashchy     | 19 | 6 | 1  | 0 |
| B. Uphoff      | 25 | 0 | 1  | 0 |
| D. Vier        | 16 | 1 | 2  | 0 |
| M. Wanitzek    | 17 | 3 | 1  | 0 |
| M. Zimmermann  | 34 | 1 | 4  | 0 |
| M. Çelik       | 6  | 0 | 3  | 0 |